# Carole Baskin
Carole Baskin (Condado de Béxar, Texas; 6 de junio de 1961), nacida como Carole Stairs Jones, es una activista estadounidense por los derechos de los animales y propietaria de Big Cat Rescue, un santuario animal sin ánimo de lucro para grandes felinos con sede en Tampa, Florida. Llamó la atención del público por su papel en la serie documental de Netflix de 2020 Tiger King. La serie relata la disputa entre Baskin y Joe Exotic, un guardián de zoológico que fue condenado a 22 años de prisión por diversos cargos de crueldad animal.

## Primeros años y carrera
Baskin nació el 6 de junio de 1961 en la base aérea de Lackland en el condado de Béxar, Texas. Expresó su interés en rescatar gatos callejeros cuando tenía nueve años, pero decidió no seguir una carrera en medicina veterinaria después de enterarse de que los veterinarios practican la eutanasia en los animales. Dejó la escuela secundaria y se fue de casa a los 15 años con un empleado de una pista de patinaje local.
Retornó a Florida y conoció a Michael Murdock. Se mudó con él cuando tenía 17 años, se casó y tuvo una hija. Para ganar dinero, comenzó a criar gatos de exhibición. Más tarde se involucró en el negocio inmobiliario con su segundo esposo, Don Lewis. Baskin y Lewis fundaron Big Cat Rescue, un santuario animal cerca de Tampa para grandes felinos, en 1992.

## Vida personal

### Matrimonios

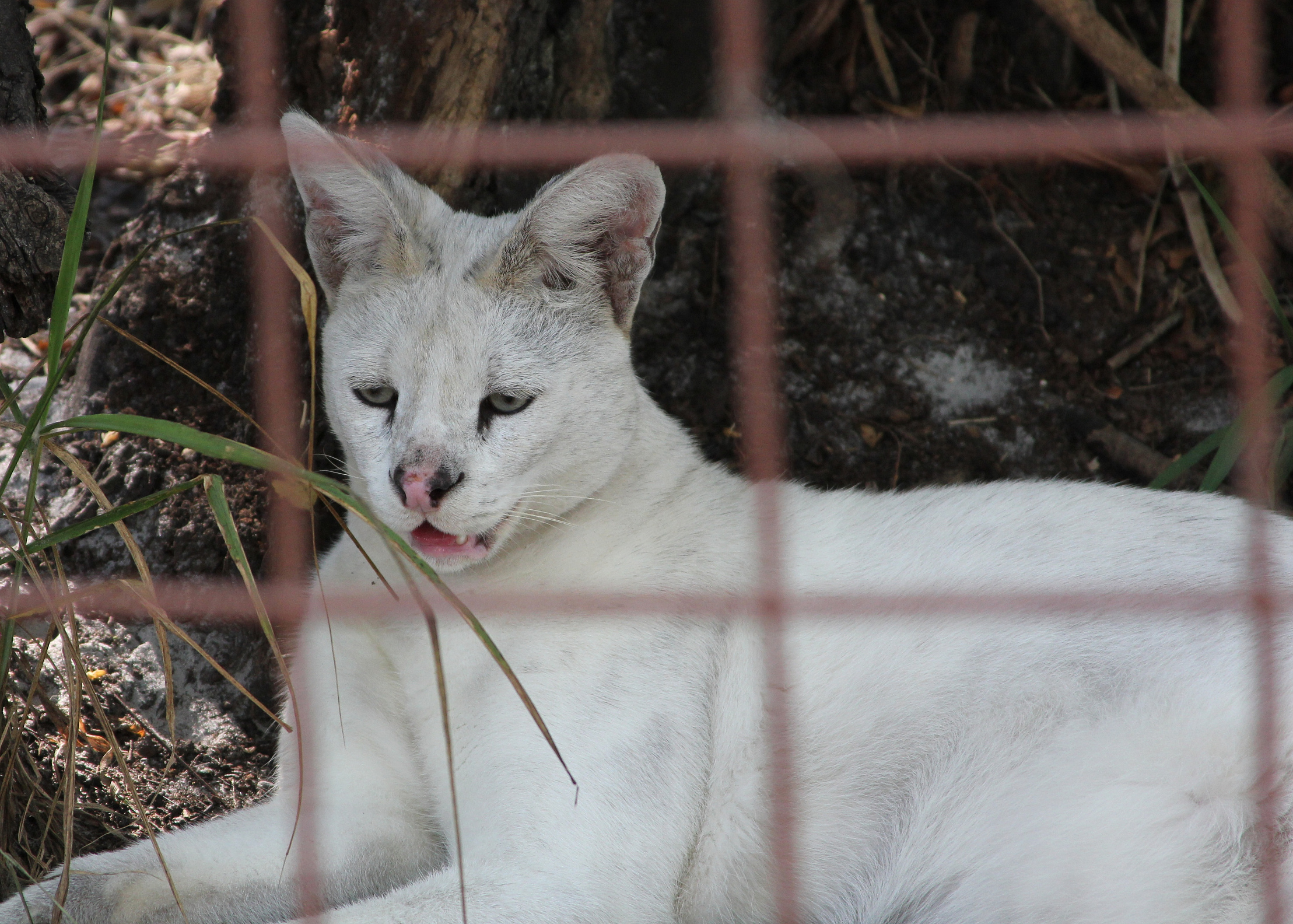
Un serval blanco en el santuario animal Big Cat Rescue de Baskin.

Baskin se mudó con Michael Murdock cuando tenía 17 años, su jefe en la tienda departamental para la que trabajaba. La pareja se casó el 7 de abril de 1979. Su hija Jamie Veronica Murdock nació el 16 de julio de 1980. Poco tiempo después, Baskin conoció a Don Lewis, con quien inició un negocio de venta de bienes raíces a mediados de la década de 1980. Se separó finalmente de Murdock y se casó con Lewis en 1991.
En julio de 1997, Lewis presentó una orden de alejamiento contra Baskin, alegando que había amenazado con matarlo; la orden de alejamiento fue rechazada. Tras una serie de problemas legales, Lewis desapareció en agosto de 1997. Fue declarado legalmente muerto en 2002. Se produjo una disputa entre los hijos de Lewis y Baskin sobre la propiedad, que fue en su mayoría dejada a Baskin. En 2004 se casó con el activista Howard Baskin, con quien administra el santuario animal.

### Disputa con Joe Exotic
Baskin tiene una larga disputa con el guardián de zoológico Joe Exotic. Ha afirmado públicamente que Exotic maltrata a los animales de su zoológico, mientras que este último promovió la teoría de que Baskin estaba involucrada en la desaparición de su esposo Don Lewis. En 2013 un tribunal le ordenó a Exotic pagarle un millón de dólares en daños y perjuicios, lo que derivó en su quiebra. En 2019 fue acusado de intentar contratar a un asesino a sueldo para matarla.
En marzo de 2020, Baskin apareció en Tiger King, serie documental de Netflix que relata la disputa entre ambos. Baskin se pronunció en contra de la serie, calificándola de "salaz y sensacionalista", y criticó a los directores Eric Goode y Rebecca Chaiklin. Declaró que los cineastas mintieron sobre la naturaleza de la serie cuando se le acercaron. Después de su estreno, varios memes de Internet fueron dedicados a Baskin y se especuló con su participación en la desaparición de Lewis.